# Scary Movie 3
Scary Movie 3 is het derde deel uit een reeks parodiefilms. De film is geregisseerd door David Zucker en geschreven door Kevin Smith. De film kwam uit in 2003.

## Verhaal
Cindy Campbell, een televisiejournaliste, maakt een reportage over de boerderij van Tom (Charlie Sheen) waar graancirkels voorkomen. Hij heeft zijn vrouw bij een auto-ongeluk verloren. Cindy wordt verliefd op Toms broer George (Simon Rex), een blanke rapper. Cindy komt erachter dat er een videoband circuleert en iedereen die de band bekijkt gaat na zeven dagen dood. Het is aan Cindy, Tom, George en de president (Leslie Nielsen) om de wereld te redden door te voorkomen dat deze band op tv komt.

## Rolverdeling
| Acteur/Actrice   | Personage        |
| ---------------- | ---------------- |
| Anna Faris       | Cindy Campbell   |
| Charlie Sheen    | Tom              |
| Simon Rex        | George           |
| Regina Hall      | Brenda Meeks     |
| Marny Eng        | Tabitha          |
| Drew Mikuska     | Cody             |
| Jianna Ballard   | Sue              |
| Anthony Anderson | Mahalik          |
| Kevin Hart       | CJ               |
| Denise Richards  | Annie            |
| Leslie Nielsen   | President Harris |
| Simon Cowell     | zichzelf         |

## Parodie
De film is een parodie op een aantal films, maar er wordt bovendien naar veel films verwezen. De meest bekende staan hieronder:
- The Ring
- Signs
- The Sixth Sense
- 8 Mile
- The Lord of the Rings
- Hulk
- The Matrix Reloaded
- The Texas Chainsaw Massacre
- The Others

Er worden ook verschillende mensen geparodieerd, zoals Pamela Anderson en Jenny McCarthy (voorstukje, gespeeld door henzelf) en Michael Jackson (hij zou eigenlijk een alien zijn)